# Натив, Гай
Гай Натив (ивр. גיא נתיב‎; род. 24 мая 1973, Тель-Авив, Израиль) — израильский кинорежиссёр, сценарист и продюсер, живущий и работающий в США. Студент первого набора «Кампуса талантов» Берлинале. Лауреат премии «Оскар».

## Семья
Жена — американская актриса, певица и кинопродюсер Джейми Рэй Ньюман. У пары двое дочерей — Альма и Мила.

## Фильмография
| Год  |     | Русское название   | Оригинальное название | Роль                          |
| ---- | --- | ------------------ | --------------------- | ----------------------------- |
| 2002 | кор | Потоп              | Mabul                 | режиссёр, сценарист, продюсер |
| 2003 | кор | Чужие              | Strangers             | режиссёр, сценарист, продюсер |
| 2006 | кор | Офсайд             | Offside               | режиссёр, сценарист, продюсер |
| 2007 | ф   | Чужие              | Strangers             | режиссёр, сценарист           |
| 2010 | ф   | Потоп              | Mabul                 | режиссёр, сценарист           |
| 2014 | ф   | Волшебники         | Magic Men             | режиссёр, сценарист           |
| 2014 | кор | Дорогой Бог        | Dear God              | режиссёр, сценарист           |
| 2018 | ф   | Скин               | Skin                  | режиссёр, сценарист           |
| 2018 | кор | Кожа               | Skin                  | режиссёр, сценарист, продюсер |
| 2023 | ф   | Голда. Судный день | Golda                 | режиссёр                      |
| 2023 | ф   | Татами             | Tatami                | режиссёр                      |

## Награды и номинации
- 2002 — Хрустальный медведь Берлинского кинофестиваля за лучший короткометражный фильм («Потоп»)[5]
- 2011 — Хрустальный медведь Берлинского кинофестиваля за лучший художественный фильм юношеского конкурса («Потоп»)[6][2]
- 2019 — премия «Оскар» за лучший короткометражный игровой фильм («Кожа»)[7]